# Orlando finto pazzo
Orlando finto pazzo (título original en italiano; en español, Orlando loco fingido) es un dramma per musica en tres actos con música de Antonio Vivaldi y libreto en italiano de Grazio Braccioli. Se estrenó en el Teatro Sant'Angelo de Venecia en noviembre de 1714.
Es la primera ópera para Venecia del Prete Rosso tras su debut con Ottone in villa en Vicenza. Es probable que la obra no tuviera mucho éxito para salvar la temporada, y Vivaldi tuvo que volver y poner en escena Orlando de Giovanni Alberto Ristori, drama que se había realizado con éxito el año anterior, al que también contribuyó Vivaldi.